# Amiot-Peneau
Amiot-Péneau war ein französischer Hersteller von Automobilen.

## Unternehmensgeschichte
Das Unternehmen aus Asnières-sur-Seine in der Straße d‘Anjou 27 begann 1897 mit der Produktion von Automobilen. Der Markenname lautete zunächst Amiot, später Amiot-Péneau. 1902 endete die Produktion.

## Fahrzeuge
1897 wurde das erste Modell, der einachsige avant-train moteur (französ.: Vorderachsmotor) unter der Marke Amiot vermarktet. Der Motor leistete 6 PS. Der Zweizylindermotor hatte 2513 cm³ mit einer Bohrung von 100 mm und 160 mm Hub. Es wurden zwei Varianten angeboten: als Einbau-Vorderachsmotor für die weitere Verwendung durch Karosserie- und Fahrwerksbauer und als „einspannbarer“ Vorderachsmotor für gewöhnliche Pferdekutschen.

Später folgte die Vermarktung unter dem Namen Amiot-Péneau. Zum Einsatz kamen sowohl Benzinmotoren von Daniel Augé als auch Elektromotoren von der Compagnie Électrique O. Patin. Laut einem Motoren-Test von 1899 leistete der Augé-Benzinmotor 3 PS.

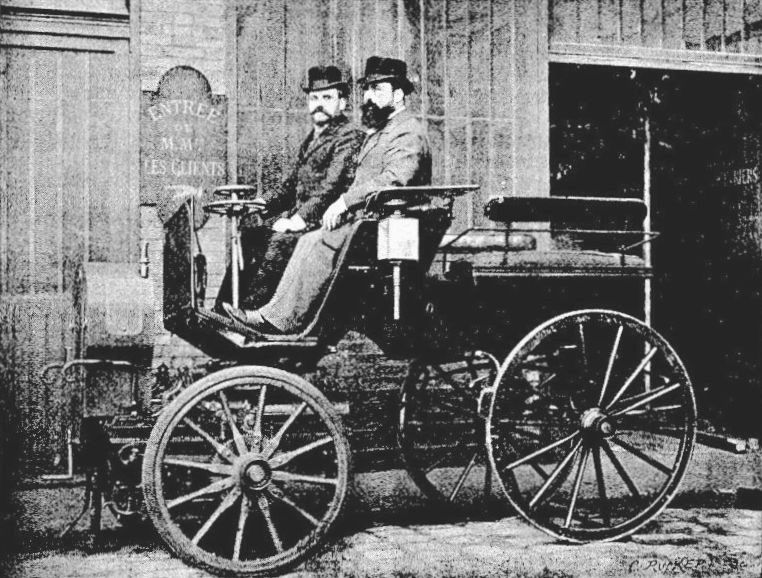
Amiot Einbau-Vorderachsmotor (1897)
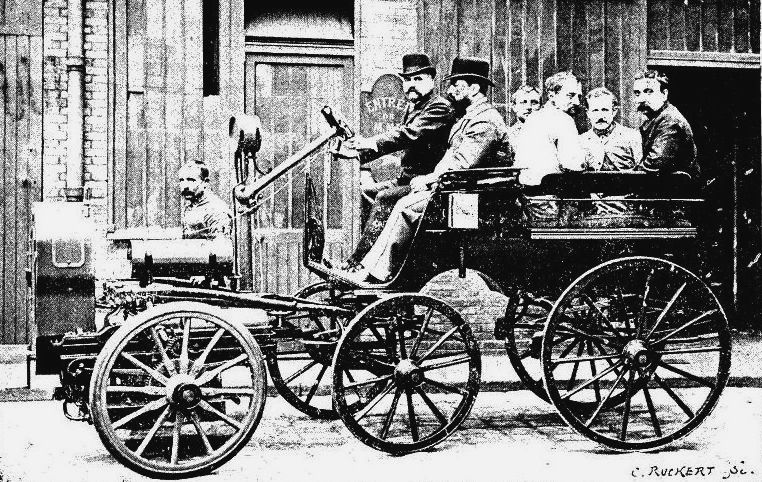
Amiot Vorspann-Vorderachsmotor für Kutschen (1897)
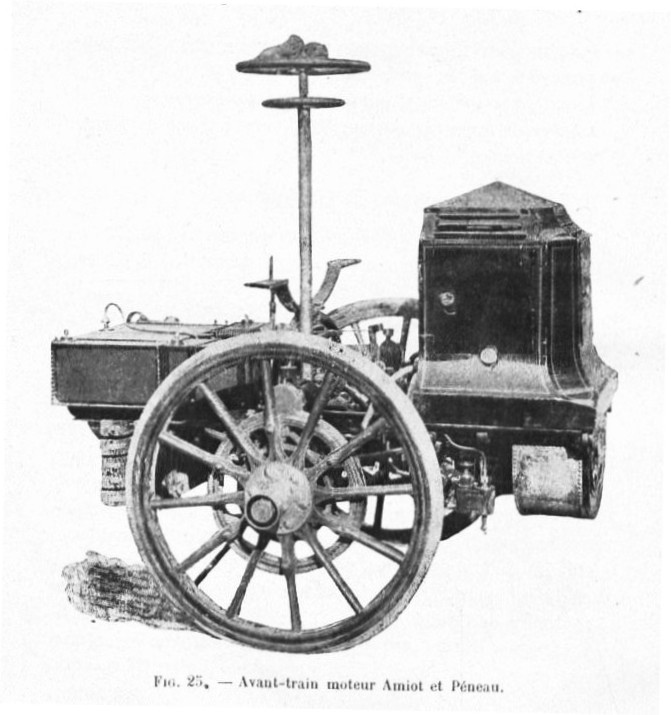
Amiot-Péneau Vorderachse, Motor Augé (1899)
- Amiot-Peneau Omnibus (1899)